# Tè e simpatia
Tè e simpatia (Tea and Sympathy) è un film del 1956 diretto da Vincente Minnelli.
È l'adattamento della commedia teatrale omonima del commediografo statunitense Robert Anderson rappresentata a Broadway nel 1953.

## Trama
Stati Uniti, anni quaranta. Tom Lee, uno studente universitario di 17 anni, è avversato dagli altri ragazzi del college che amano lo sport, parlano di ragazze e ascoltano musica pop; Tom preferisce invece la musica classica, legge libri, va a teatro, e in generale sembra essere più a suo agio in compagnia delle donne, senza comunque dimostrare virile attrazione. Viene pertanto emarginato dai compagni di studio che lo soprannominano "sorellina". Viene vessato perfino dal padre, Herb Lee, che non perde occasione per ribadire che un uomo debba essere manifestamente virile.
Tom gode dell'amicizia di Laura Reynolds, moglie di un professore di ginnastica, il cui matrimonio con il marito, conformista e grossolano, attraversa un evidente periodo di crisi. Fra Tom e Laura si instaura un vero dialogo; la donna insegna al ragazzo a dare il giusto valore alle differenze individuali, cercando di convincerlo che sensibilità e raffinatezza non sono necessariamente sinonimi di omosessualità, il sospetto che aleggia nell'ambiente maschilista del college. Infine Laura si innamora di Tom, forse a causa della somiglianza del ragazzo col suo primo marito, John, morto in guerra. La situazione precipita quando Tom si reca da una prostituta per tacitare le voci sulla sua sessualità, ma non riesce ad avere un rapporto sessuale. Questo incidente spinge Tom a tentare il suicidio e a decidere di lasciare la scuola.
Dieci anni dopo Tom, ormai adulto, è diventato uno scrittore di successo e torna in visita nel vecchio college. Si reca dai Reynolds, ma trova solo il marito: Laura, a cui Tom aveva preannunciato la visita con una lettera, è andata in montagna per un breve periodo di riposo ma ha lasciato una lettera per Tom, nella quale gli confessa l'amore che provava per lui tempo prima.